# Griswold Motor Company
Griswold Motor Company war ein US-amerikanischer Hersteller von Automobilen. Eine andere Quelle verwendet die Firmierung Griswold Motor Car Company.

## Unternehmensgeschichte
J. P. La Vigne fertigte im Mai 1907 ein Fahrzeug und gründete im Sommer 1907 das Unternehmen. Der Sitz war in Detroit in Michigan. Der Markenname lautete Griswold. Noch 1907 endete die Produktion. Insgesamt entstanden nur wenige Fahrzeuge.
Die Blomstrom Manufacturing Company übernahm ein Patent.

## Fahrzeuge
Auffallend an den Fahrzeugen war die Spurweite. Während viele amerikanische Modelle 56 Zoll (142 cm) Spurweite hatten, wählte La Vigne 55 Zoll (140 cm). Der Grund dafür ist nicht bekannt. Die luftgekühlten Zweizylinder-Viertaktmotoren waren vorne im Fahrzeug montiert und trieben die Hinterachse an. Die Aufbauten waren offene Runabouts mit zwei Sitzen und einem Notsitz.
Drei Modelle standen zur Wahl, die sich in der Motorleistung und der Länge des Fahrgestells unterschieden. Im 10 HP leistete der Motor 10 PS, im 15 HP 15 PS und im 20 HP 20 PS. Der Radstand betrug 229 cm beim schwächsten Modell, 254 cm beim mittleren Modell und 279 cm beim stärksten Modell.

## Modellübersicht
| Jahr | Modell | Zylinder | Leistung (PS) | Radstand (cm) | Aufbau   |
| ---- | ------ | -------- | ------------- | ------------- | -------- |
| 1907 | 10 HP  | 2        | 10            | 229           | Runabout |
| 1907 | 15 HP  | 2        | 15            | 254           | Runabout |
| 1907 | 20 HP  | 2        | 20            | 279           | Runabout |